# Prix Warren-Spahn

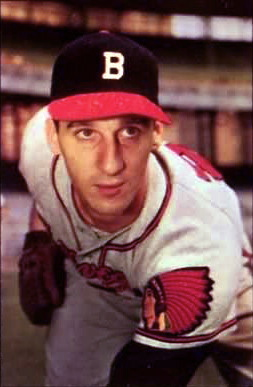
Warren Spahn, en l'honneur de qui le prix est nommé.

Le Prix Warren Spahn est décerné au meilleur lanceur gaucher de la Ligue majeure de baseball. Il y a un seul prix pour tous les lanceurs de la ligue nationale et américaine. Le prix honore Warren Spahn qui détient le record pour le plus grand nombre de victoires par un gaucher. Il est attribué par le Musée des sports de l'Oklahoma en se basant sur les classements des lanceurs dans les trois catégories statistiques principales : retraits sur les prises, victoires et moyenne de points mérités.
| Année | Vainqueur        | Équipe                                     | Classement au Trophée Cy Young |
| ----- | ---------------- | ------------------------------------------ | ------------------------------ |
| 1999  | Randy Johnson    | Diamondbacks de l'Arizona                  | 1er                            |
| 2000  | Randy Johnson    | Diamondbacks de l'Arizona                  | 1er                            |
| 2001  | Randy Johnson    | Diamondbacks de l'Arizona                  | 1er                            |
| 2002  | Randy Johnson    | Diamondbacks de l'Arizona                  | 1er                            |
| 2003  | Andy Pettitte    | Yankees de New York                        | 6e                             |
| 2004  | Johan Santana    | Twins du Minnesota                         | 1er                            |
| 2005  | Dontrelle Willis | Marlins de Floride                         | 2e                             |
| 2006  | Johan Santana    | Twins du Minnesota                         | 1er                            |
| 2007  | C.C. Sabathia    | Indians de Cleveland                       | 1er                            |
| 2008  | C.C. Sabathia    | Indians de Cleveland, Brewers de Milwaukee | 5e                             |
| 2009  | C.C. Sabathia    | Yankees de New York                        | 4e                             |
| 2010  | David Price      | Rays de Tampa Bay                          | 2e                             |
| 2011  | Clayton Kershaw  | Dodgers de Los Angeles                     | 1er                            |
| 2012  | Gio Gonzalez     | Nationals de Washington                    | 3e                             |
| 2013  | Clayton Kershaw  | Dodgers de Los Angeles                     | 1er                            |
| 2014  | Clayton Kershaw  | Dodgers de Los Angeles                     | 1er                            |